# Марія-Астрід Люксембурзька
Марія-Астрід Люксембурзька (люксемб. Marie-Astrid vu Lëtzebuerg, фр. Marie-Astrid de Luxembourg), повне ім'я Марія-Астрід Ліліана Шарлотта Леопольдіна Вільгельміна Інгеборга Антонія Єлизавета Анна Альберта Нассау, принцеса Люксембурга (нар. 17 лютого 1954) — люксембурзька принцеса, донька великого герцога Люксембурга Жана та бельгійської принцеси Жозефіни-Шарлотти, дружина ерцгерцога Австрійського Карла Крістіана, старша сестра правлячого великого герцога Анрі.

## Біографія
Марія-Астрід народилась 17 лютого 1954 року у замку Бецдорф. Вона стала первістком в родині спадкоємця люксембурзького престолу Жана та його дружини Жозефіни-Шарлотти Бельгійської, народившись за десять місяців після весілля батьків. Хрещеними новонародженої стали неправлячий король Бельгії Леопольд III, її дід з материнського боку, та велика герцогиня Люксембурга Шарлотта, її бабуся з батьківського боку.
У родині згодом народилися четверо молодших дітей: Анрі, Жан, Маргарита та Гійом. Коли Марії--Астрід виповнилося десять, її батько успадкував трон Люксембурзького герцогства.
Освіту принцеса здобувала у Люксембурзі та Бельгії. Отримала диплом медсестри у 1974 році. У 1977 завершила навчання здобуттям сертифіката спеціаліста з тропічної медицини у Інституті принца Леопольда в Антверпені.
Із 1970 року очолює молодіжний підрозділ Люксембурзького Червоного Хреста.
У 70-х в ЗМІ часто виникали роздуми щодо її шлюбу із принцом Чарльзом Уельським, спадкоємцем британського престолу. Проте, у 1981 він одружився із Діаною Спенсер.
Марія-Астрід перед 28-річчям пошлюбилася із своїм однолітком, ерцгерцогом Карлом Крістіаном Австрійським, онуком останнього імператора Австро-Угорщини Карла I. Весілля відбулося 6 лютого 1982 у Люксембурзі. У подружжя народилося п'ятеро дітей.
Зараз Марія-Астрід живе із родиною спокійним життям, зрідка відвідуючи королівські весілля та інші офіційні заходи.

## Родина
Чоловік — Карл Крістіан Австрійський
Діти:
- Марія-Крістіна (нар.1983) — пошлюблена із графом Рудольфом Лімбург-Штірумським, має трьох синів;
- Імре (нар.1985) — одружений з Кетлін Елізабет Волкер, мають двох доньок;
- Крістоф (нар.1988) — одружений із донькою французького посла Аделаїдою Драпе-Фріш,[2] мають двох доньок;
- Александр (нар.1990)
- Габріела (нар.1994)